# Сон жены рыбака
«Сон жены рыбака» (яп. 蛸と海女 тако то ама, дословно Осьминог(и) и ама), встречаются также переводы «Ныряльщица и осьминог», «Ныряльщица и два осьминога» и др. — ксилогравюра укиё-э японского художника Кацусики Хокусая, созданная им в 1814 году.

## Описание
Лежащей обнажённой женщине крупный осьминог делает куннилингус и одним из щупалец возбуждает клитор. Второй осьминог, гораздо меньшего размера, соприкасается своим клювом со ртом женщины и одним из щупалец ласкает её левый сосок. Из надписей на заднем плане явствует, что все трое получают взаимное удовольствие.

## История
Впервые эта ксилография появилась в 1814 году в трёхтомной сюнге «Молодые сосны» Кацусики Хокусая. В оригинале иллюстрация никак не называлась, поэтому западные исследователи давали ей разные названия: «Ныряльщица и осьминоги» (англ. Girl Diver and Octopi, Ричард Лейн), «Ныряльщица за жемчугом и два осьминога» (Pearl Diver and Two Octopi, Мэти Форрер), «Ныряльщица и два осьминога» (Diver and Two Octopi, Даниэль Талерико).

## Интерпретации

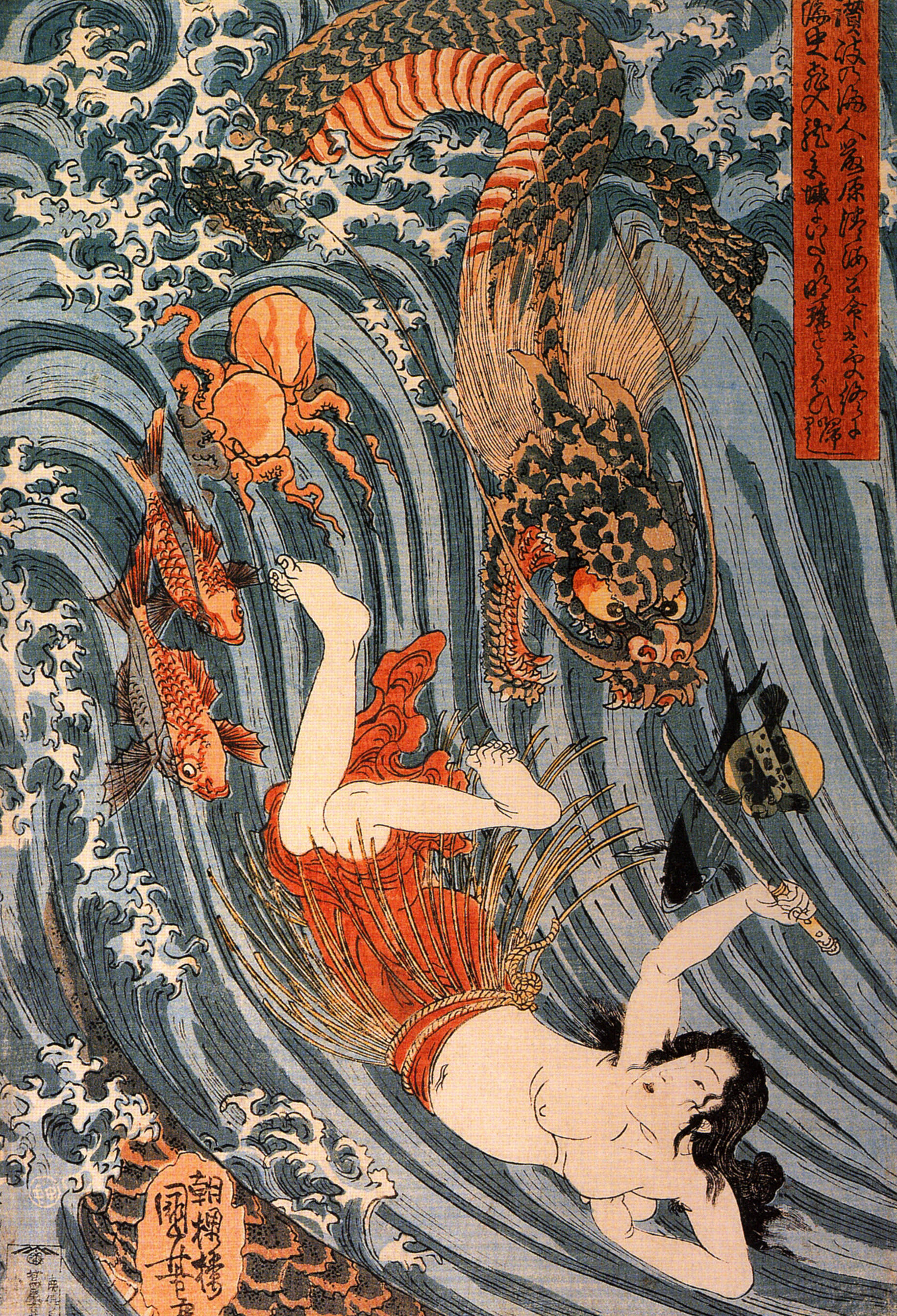
Принцесса Таматори похитила сокровища Рюдзина и сбегает от его морских созданий. Утагава Куниёси

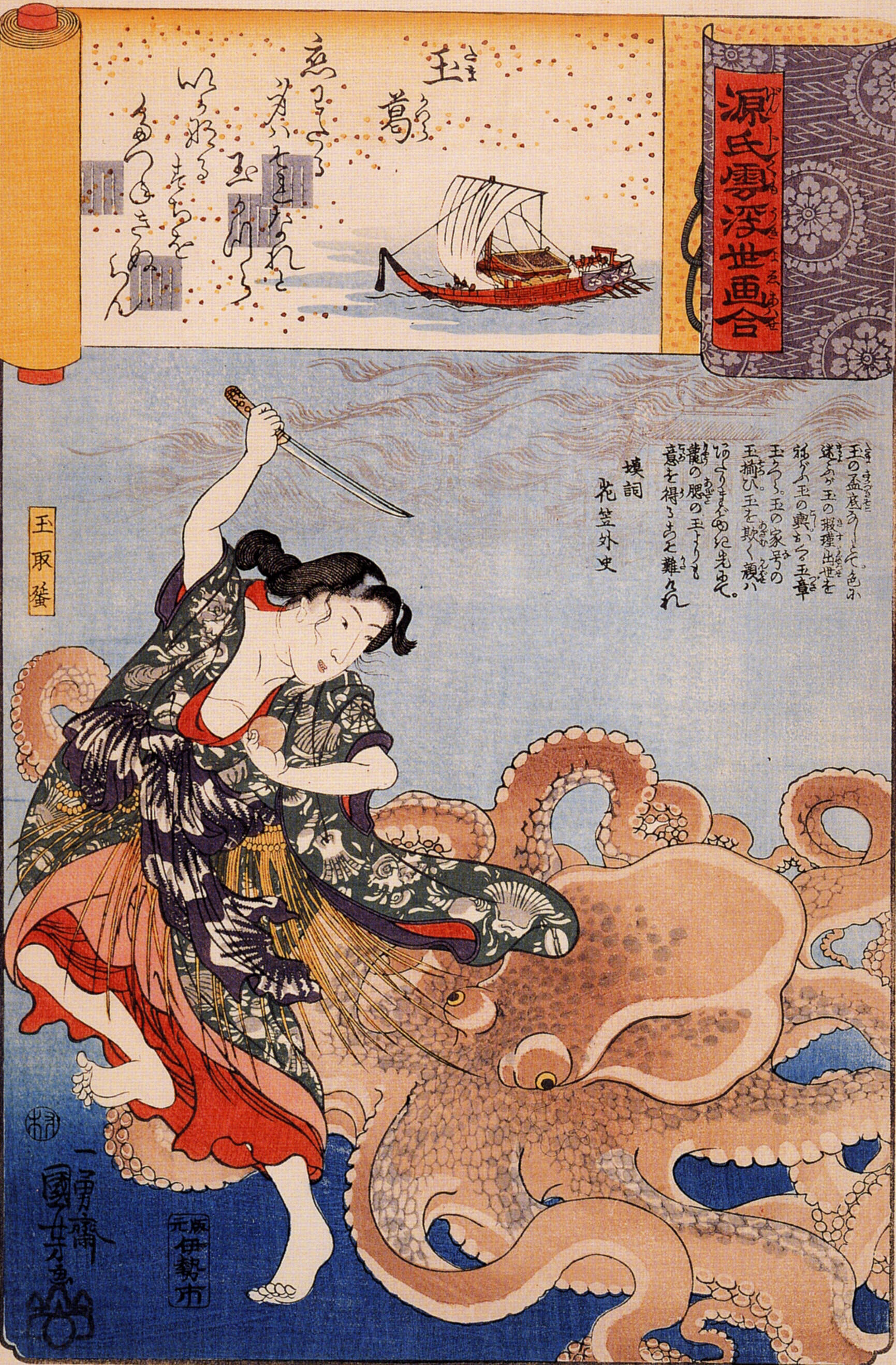
Принцесса Таматори сражается с осьминогом. Утагава Куниёси

Поскольку в поясняющем тексте на гравюре есть слова большого осьминога о том, что он собирается отвести девушку в подводный дворец Рюгу-дзё, исследователь Даниэль Талерико предположил, что на картине изображена принцесса Таматори, которая, согласно легенде, была женой Фудзивара-но Фухито и помогала ему в поисках жемчужины, украденной богом-драконом Рюдзином. Также Талерико отверг предположение своих предшественников, Эдмона де Гонкура и Джека Хилье, что на рисунке мы видим сцену изнасилования. Талерико поддержали исследователи Крис Уленбек и Маргарита Винкель: «эта гравюра является свидетельством того, как наше восприятие изображения может быть искажено в отсутствие контекста и понимания слов».

## Влияние
«Сон жены рыбака» является одним из первых примеров в жанре тентакли, весьма популярном в Японии с конца XX века.
Картины, сюжетно схожие со «Сном…», есть у разных известных художников: у Фелисьена Ропса, Огюста Родена, Фернана Кнопфа и даже у Пабло Пикассо, который написал в 1903 году свою версию этой картины — обе они, работы Хокусая и Пикассо, выставлялись рядом на выставках, чтобы зритель мог увидеть влияние японских художников XIX века на работы Пикассо.
В 2002 году вышел хентай «Королевская кровь», в котором, среди прочего, показан секс с осьминогом и прямо продемонстрировано изображение «Сна жены рыбака».
В 2003 году свою версию «Сна» написал австралийский художник Дэвид Лэйти, он представил картину на выставке в Мельбурне, где она вызвала вспышку протестов и жалоб, вплоть до того, что галерею грозились взорвать. Полиция провела расследование и признала, что данная картина не нарушает никаких законов.
В 2008 году фирма Red Monkey Company выпустила партию в 60 пар джинсов с изображением «Сна жены рыбака».